# Vlag van Momignies
De vlag van Momignies is op onbekende datum bij raadsbesluit vastgesteld als de vlag van de Henegouwse gemeente Momignies. De vlag kan als volgt worden beschreven:
Drie even lange banen van blauw, van wit en van rood, met in het midden het gemeentewapen: (Gecarteleerd: 1 en 4 van zilver met drie dwarsbalken van keel wat Croÿ is; 2 en 3 gekwartierd a en d van azuur met drie Franse lelies van goud, dit is Frankrijk; b en c zijn van keel dit vlak stel Albret voor, over alles heen hermelijn dat Bretagne is. Over het geheel van keel drie mispelbloemen van goud doorboord van het veld met een weerhaak van sinopel, dit is Arenberg. Het schild getopt door een kroon van drie bladeren elk gescheiden door een parel. Wapenspreuk: Momignies in zwarte letters op een geel lint.)
De Raad van Heraldiek en Vexillologie (Frans: Conseil d’héraldique et de vexillologie) stelde een vlag met "Blauw bij de broeking en rood bij de vlucht, deze twee kleuren gescheiden door een witte omgekeerde driehoek met gelijke basis bij het voorlijk."
De voorgestelde vlag is gemaakt in de traditionele kleuren van de gemeente, gerangschikt in een "M"-patroon dat doet denken aan Momignies. Beide vlaggen zijn gebaseerd op de Franse vlag.

Vlagontwerp van de Raad van Heraldiek en Vexillologie
Vlag van Frankrijk